# Joachim Erdmann von Arnim
baron Joachim Erdmann von Arnim (1741-1804) – pruski dyplomata.
Rozpoczął karierę jako szambelan (Kammerherr) na dworze pruskim.
Ambasador Prus w Kopenhadze w latach 1772-1774. Wielokrotnie prosił o zwolnienie z tej funkcji ze względu na niekorzystny dla jego zdrowia klimat. Ostatecznie został odwołany z funkcji przez Fryderyka Wielkiego. W 1774 roku był też ambasadorem pruskim w Dreźnie. W latach 1774–1778 von Arnim był dyrektorem teatru i opery w Berlinie („Directeur des Spectacles“).
30 listopada 1777 poślubił Amalie Karoline von Labes (1761-1781).
W roku 1780 Sophie Dorothea von Einsiedel sprzedała mu swe dobra w Bärwalde z zamkiem Wiepersdorf za 98.000 talarów.
Jego młodszym synem był niemiecki poeta Ludwig Achim von Arnim (1781-1831), a pierworodnym synem Carl Otto von Arnim (1779-1861). Ich matka Amalie Karoline von Labes (1761-1781) zmarła wkrótce po narodzinach Ludwiga. Ojciec, człowiek przytłoczony obowiązkami, nie troszczył się zbytnio o synów, więc wychowanie wzięła na siebie ich babka Caroline von Labes, która "odkupiła" prawo do opieki nad wnukami od ojca za 1.000 talarów i wychowała w dobrach w Zernikow (gmina Großwoltersdorf). 
W roku 1781 Joachim Erdmann powrócił do swych dóbr w Friedenfelde (ok. 20 km na płd od Prenzlau), które zakupił w 1763 i przebudował w stylu rokoko. Po śmierci dyplomaty dobra w Bärwalde odziedziczyli synowie.